# L'Art de Marianne Oswald: 1932 à 1937
L'Art de Marianne Oswald: 1932 à 1937 est un album recueil de chansons français, enregistrées entre 1932 et 1937 de Marianne Oswald, sorti en 1992.

## Liste des chansons
| No  | Titre                             | Auteur                               | Durée |
| --- | --------------------------------- | ------------------------------------ | ----- |
| 1.  | En m'en foutant                   | André Mauprey                        | 3:26  |
| 2.  | Pour m'avoir dit je t'aime        | Robert de Mackiels, André Mauprey    | 3:23  |
| 3.  | Le Chant des canons               | Bertolt Brecht, Kurt Weill           | 3:10  |
| 4.  | Le Grand Étang                    | Jean Tranchant                       | 2:29  |
| 5.  | La Complainte de Kesoubah         | Jean Tranchant                       | 2:04  |
| 6.  | Surabaya Johnny                   | Bertolt Brecht, Kurt Weill           | 3:16  |
| 7.  | Mon oncle a tout repeint          | Jean Nohain, Hans Eisler             | 2:22  |
| 8.  | Sans repentir                     | Jean Tranchant                       | 2:52  |
| 9.  | Le Jeu de massacre                | Henri-Georges Clouzot, Maurice Yvain | 3:16  |
| 10. | Appel                             | Jean Tranchant                       | 2:42  |
| 11. | Anna la bonne                     | Jean Cocteau                         | 5:14  |
| 12. | Viens gosse de gosse              | Jean Lenoir                          | 2:32  |
| 13. | Embrasse-moi                      | Jacques Prévert, Wal-Berg            | 3:00  |
| 14. | Évidemment bien sûr               | Jean Variot, Christiane Verger       | 3:12  |
| 15. | L'Émigrante                       | Gaston Bonheur, Wal-Berg             | 3:01  |
| 16. | Le Bateau ivre                    | Louis Sauvat, Francis Chagrin        | 2:44  |
| 17. | Mes sœurs, n'aimez pas les marins | Jean Cocteau                         | 3:15  |
| 18. | Les Boules de neige               | Paul Fort, Louis Beydts              | 3:12  |
| 19. | La Dame de Monte-Carlo            | Jean Cocteau, Marianne Oswald        | 5:51  |
| 20. | Les Soutiers                      | Gaston Bonheur, Wal-Berg             | 2:37  |
| 21. | Chasse à l'enfant                 | Jacques Prévert, Joseph Kosma        | 2:46  |
| 22. | La Lavandière                     | Gaston Bonheur, Wal-Berg             | 2:45  |
| 23. | Toute seule                       | Jacques Prévert, Wal-Berg            | 3:13  |
| 24. | La Grasse Matinée                 | Jacques Prévert, Joseph Kosma        | 3:16  |
| 25. | Les Bruits de la nuit             | Jacques Prévert, Joseph Kosma        | 2:28  |